# Santutxu FC
A Santutxu FC, teljes nevén Santutxu Fútbol Club, baszkul Santutxu Futbol Kluba spanyolországi, baszkföldi labdarúgócsapatot 1918-ban alapították, 2015/16-ban a negyedosztályban szerepelt.

## Statisztika
| Szezon  | Osztály | Poz. | Copa del Rey |
| ------- | ------- | ---- | ------------ |
| 1980/81 | 3ª      | 15.  |              |
| 1981/82 | 3ª      | 11.  |              |
| 1982/83 | 3ª      | 10.  |              |
| 1983/84 | 3ª      | 11.  |              |
| 1984/85 | 3ª      | 16.  |              |
| 1985/86 | 3ª      | 14.  |              |

| Szezon  | Osztály | Poz. | Copa del Rey |
| ------- | ------- | ---- | ------------ |
| 1986/87 | 3ª      | 20.  |              |
| 1991/92 | 3ª      | 7.   |              |
| 1992/93 | 3ª      | 20.  |              |
| 2006/07 | 3ª      | 18.  |              |
| 2010/11 | 3ª      | —    |              |